# 金融問題タスクフォース
金融問題タスクフォース（きんゆうもんだいタスクフォース）とは、不良債権問題の抜本的解決を目的として2002年10月30日に公表された「金融再生プログラム」に基づき、同年12月に金融庁内に設置された、民間有識者からなる組織。
同プログラムの進捗状況の監視、及び同プログラムに基づき「特別支援金融機関」と認定された金融機関の事業計画のチェックや、その履行状況の監視などを行なった。

## メンバー（肩書はいずれも当時）
- 奥山章雄（日本公認会計士協会会長）
- 川本裕子（マッキンゼー・アンド・カンパニー　シニア・エクスパート）
- 久保利英明（日比谷パーク法律事務所代表）
- 香西泰（日本経済研究センター会長）
- 中原伸之（前日本銀行政策委員会審議委員・（財）アメリカ研究振興会理事長）
- 野村修也（中央大学法学部教授）